# Альварес, Алехандро
Алехандро Альварес Оливарес (исп. Alexandro Álvarez Olivares; род. 15 января 1977, Мехико, Мексика) — мексиканский футболист, вратарь.

## Клубная карьера
Альварес — воспитанник клуба «Некакса». 21 августа 1999 года в матче против «Сантос Лагуна» он дебютировал в мексиканской Примере. Во втором сезоне Алехандро завоевал место основного вратаря, после того, как Уго Пинеда покинул клуб. В 2002 году он помог команде завоевать серебряные медали чемпионата Мексики. В том же году Альварес покинул команду и был запасным голкипером в «Селайе» и «Колибрис де Морелос».
Летом 2003 года Алехандро перешёл в «Сантос Лагуна», но и там, и в следующем своём клубе «Веракрус» он не смог выиграть конкуренцию у Кристиана Луччитеньо и Хорхе Бернала. В 2005 году Альварес стал свободным агентом и вернулся в родную «Некаксу». В команде он играл с переменным успехом, не всегда выходя в основе.
В 2008 году Алехандро перешёл в перуанский «Коронель Болоньеси», но после окончания сезона вернулся в Мексику. В 2009 году он подписал контракт с «Пуэблой». 10 мая в матче против «Эстудиантес Текос» Альварес дебютировал за новую команду. В 2010 году он стал первым номером клуба и следующие два с половиной сезона был бессменным стражем ворот «Пуэблы».
Вторую половину сезона 2013 Алехандро провёл в команде Лиги Ассенсо — «Крус Асуль Идальго». В начале 2014 года он перешёл в «Монаркас Морелия». 31 июля в матче Кубка Мексики против своего родного клуба «Некаксы» Альварес дебютировал за «персиков». Алехандро ни разу не вышел на поле за «Морелию» в чемпионате и в начале 2015 года покинул команду. Его новым клубом стал «Атлетико Сан-Луис». 22 января в поединке национального кубка против «Керетаро» Альварес дебютировал за новую команду.

## Международная карьера
В 1997 году в составе молодёжной сборной Мексики Альварес принял участие в молодёжном чемпионате мира в Малайзии.